# Теорема Ліувілля (комплексний аналіз)
У комплексному аналізі теорема Ліувілля  стверджує, що якщо ціла функція {\displaystyle f(z)} комплексних змінних {\displaystyle z=(z_{1},...,z_{n})}  є обмеженою, тобто
{\displaystyle |f(z)|\leqslant M<\infty }
то {\displaystyle f(z)} — константа.

## Доведення (для випадкуC1{\displaystyle \mathbb {C} ^{1}})
Нехай {\displaystyle f(z)} обмежена на комплексній площині, тобто
{\displaystyle \exists M\;\forall z\;|f(z)|\leq M}
Скористаємося інтегральною формулою Коші для похідної {\displaystyle f(z)}
{\displaystyle f^{\prime }(z)={\frac {1}{2\pi i}}\oint \limits _{C_{R}}{\frac {f(\xi )}{(\xi -z)^{2}}}d\xi }
Де {\displaystyle C_{R}} — коло радіуса {\displaystyle R}, що містить точку {\displaystyle z}.
Маємо
{\displaystyle |f^{\prime }(z)|\leq {\frac {1}{2\pi }}M{\frac {1}{R^{2}}}2\pi R={\frac {M}{R}}}
Звідси, зважаючи що інтегральна формула Коші справедлива для довільного контуру, маємо {\displaystyle \lim _{R\to \infty }{\frac {M}{R}}=0}
Тоді {\displaystyle f^{\prime }(z)=0} і, відповідно, {\displaystyle f(z)} є константою. Теорема доведена.

## Узагальнення
- Якщо {\displaystyle f(z)} ― ціла функція в {\displaystyle \mathbb {C} ^{n}} і для деякого {\displaystyle r\in \mathbb {R} },

{\displaystyle |f(z)|\leqslant C|z|^{r}}
для достатньо великих |z|, то {\displaystyle f(z)} — многочлен від змінних {\displaystyle (z_{1},\dots ,z_{n})} степеня не вище {\displaystyle r}.
Доведення для однієї змінної.Визначимо:
{\displaystyle g(z)={\begin{cases}{\frac {f(z)-f(0)}{z}}&z\neq 0\\f'(0)&z=0\end{cases}}}
Оскільки f є цілою функцією, то g теж є цілою, і, зважаючи на обмеження на f, одержуємо
{\displaystyle |g(z)|<c_{1}+c_{2}\cdot |z|^{n-1}<c'\cdot |z|^{n-1}}
для достатньо великих |z|.
Якщо припустити, що g є многочленом степеня не більше n-1, то f є многочленом степеня не більше n. Для завершення доведення достатньо використати звичайну теорему Ліувілля і метод математичної індукції.
- Якщо {\displaystyle u(x)} ― дійсна гармонічна функція на всьому просторі {\displaystyle \mathbb {R} ^{n}},

{\displaystyle u(x)<C(1+|x|^{r})}
то {\displaystyle u(x)} — гармонічний многочлен від цих змінних.

## Твердження для гармонічних функцій
Гармонічна функція {\displaystyle u(x,y)\,}  на всій площині не може бути обмеженою зверху або знизу, якщо вона не стала.
Оскільки дійсна і уявна частини цілої комплексної функції є гармонічними функціями, дане твердження є наслідком твердження теореми для цілих функцій. Можна також дати доведення за допомогою інтеграла Пуассона.

### Доведення
Нехай гармонічна функція на всій площині {\displaystyle u(x,y)\geq \;A=const}. Тоді функція {\displaystyle v(x,y)=u(x,y)-A\geq \;0} є також гармонічною на всій площині.

Позначимо через  {\displaystyle Q(x,y)\,} довільну точку площини, {\displaystyle p={\sqrt {x^{2}+y^{2}}}} — відстань від точки  {\displaystyle Q(x,y)\,} до початку координат, і проведемо круг {\displaystyle K\,}  з центром у початку координат такого радіуса {\displaystyle R\,}, щоб точка {\displaystyle Q\,} була внутрішньою для цього круга (тобто {\displaystyle R>p\,}). В силу гармонічності функції {\displaystyle v(x,y)\,} зобразимо її в крузі за допомогою інтеграла Пуассона :
{\displaystyle v(Q)={\frac {1}{\pi }}\int _{0}^{2\pi }v(R,\psi ){\frac {R^{2}-p^{2}}{R^{2}+p^{2}-2Rpcos(\psi -\phi )}}\,d\psi \,}
тоді отримаємо 
{\displaystyle {\frac {R-p}{R+p}}v(0,0)\leq \;v(Q)\leq \;{\frac {R+p}{R-p}}v(0,0)\,}
Перейшовши до границі, коли {\displaystyle R\to \;\infty \,}  , матимемо
{\displaystyle v(0,0)\leq \;v(Q)\leq \;v(0,0)\,}
тобто {\displaystyle v(Q)=v(0,0)\,}. 
В силу довільності точки {\displaystyle Q\,} звідси випливає, що 

{\displaystyle u(Q)=v(Q)+A=v(0,0)+A\,}   стала на всій площині.